# أويشك (قهستان)
أویشك (بالفارسية: اویشک) هي مستوطنة تقع في إيران في قسم قهستان الريفي. يقدر عدد سكانها بـ 138 نسمة بحسب إحصاء 2016.